# Одінг Алла Борисівна
Алла Борисівна Одінг (16 липня 1961 року, м. Воронеж, СРСР) — радянська та російська акторка театру та кіно.

## Життєпис
Алла Борисівна Одінг народилася 16 липня 1961 року у Воронежі. Закінчила Воронезький державний інститут мистецтв. Після закінчення навчання Алла Борисівна стала працювати у Державному академічному Великому драматичному театрі імені Горького. З 1984 року грає у Молодіжному театрі на Фонтанці. Також працює на телебаченні та бере участь у кінематографічних проєктах.

## Телебачення
- Високі ставки (2015)
- Остання стаття журналіста (2017)